# Васељенски патријарх Димитрије I
Патријарх Димитрије (јез-гр. Πατριαρχης Δημητριος; рођ. Димитрије Пападопулос, 8. септембар, 1914. 19. септембра, Османско царство, Истанбул, 14. октобра 1991. Турска) - епископ Цариградске патријаршије, од 1972. до 1991. г. – 269. архиепископ Цариградски и Васељенски Патријарх. Важио је за умереног либералног теолога.

## Биографија
Основно образовање стекао је у народној школи Ферапија; наставио студије на Француско-грчком лицеју у Галати у Истанбулу.
Године 1931. уписао је Богословску школу на острву Халки, коју је дипломирао 1937. године, одбранивши рад на тему „Васкрсење Господње и приговори на њега“.
25. априла 1937. године рукоположен је у чин ђакона од епископа назијанског Филотеја (Ставридиса), након чега је почео да служи у цркви Небеских сила у Истанбулу.
Октобра 1937. године премештен је у свештенство Едеске митрополије у југоисточној Турској, где је обављао службу секретара и сталног проповедника.
Од августа 1938. до априла 1939. године служио је у цркви Светих Константина и Јелене у Истанбулу. У мају 1939. године постављен је за клирика Цркве дванаесторице апостола у истанбулском округу Ферикој.
29. марта 1942. године митрополит приконски Филотеј (Ставридис) рукоположен је у чин презвитера, оставивши у свештенству цркву Дванаесторице апостола.
У јулу 1945. премештен је за ректора грчког храма у Техерану и годину дана је предавао старогрчки. језика на Универзитету у Техерану.
Године 1950. поново је постављен за ректора цркве дванаесторице апостола у Ферикоју.
23. јула 1964. године, одлуком Светог синода Цариградске православне цркве, изабран је за Епископа елејског, викара Цариградске архиепископије.
9. августа исте године, у цркви Светог Димитрија у Татавли, обављено је његово епископско хиротонисање, које су извршили: митрополит илиопољски и тирски Мелитон (Хаџис), митрополит родопољски Јероним (Константинидис) и митрополит Емилијан (Цакопулос) из Милета.
15. фебруара 1972. године изабран је за митрополита имрије и тинеда.
Дана 16. јула 1972. године у Истанбулу, Синод је изабран на патријаршијски трон, после смрти патријарха Атинагоре. Пре избора, сматран је најмање вероватним од тројице кандидата за свети престо, али је добио 12 од 15 кандидата. могући гласови Светог синода Цариградске патријаршије. Турска влада је одиграла важну улогу на тродневним изборима одбијањем да на кандидатску листу уврсти два најистакнутија митрополита: Мелитона (Хаџиса), секретара Светог синода, и архиепископа америчког Јакова (Кукузиса). 
Папа Јован Павле II и цариградски патријарх Димитрије објавили су 30. новембра 1979. године, уз сагласност свих помесних православних цркава, стварање Мешовите међународне комисије за теолошки дијалог између католичке и православне цркве.
Године 1983. основао је Швајцарску митрополију и отворио Православни центар Цариградске патријаршије у Шамбезију код Женеве.
У другој половини августа 1987. посетио је Совјетски Савез уз посету Патријарху московском и све Русије Пимену и Грузијској православној цркви, састао се са руководством Московске патријаршије. Тада је посетио низ совјетских градова, укључујући Лењинград, Лавов, Тбилиси. Његова посета била је прва посета цариградског патријарха Московској патријаршији откако је патријарх Јеремија II посетио Москву 1589. године.
Патријарх Димитрије посетио је и предстојатеље православних цркава у Грчкој, Југославији, Румунији, Пољској и Бугарској. Посетио папу Јована Павла II у Ватикану и учествовао у састанцима са Светским саветом цркава у Женеви и са англиканским надбискупом Кентерберија у Лондону.
Године 1990. постао је први цариградски патријарх који је посетио западну хемисферу када је председавао конгресом црквених и световних лидера у Вашингтону, где га је примио председник земље Џорџ Х. В. Буш. Патријарх Димитрије је позвао на јединство подељених православних цркава у САД.
Преминуо је 2. октобра 1991. на одељењу интензивне неге америчке болнице у Истанбулу, где је био хоспитализован од 30. септембра 1991. после инфаркта миокарда. Др Франк Турнаоглу, који је био одговоран за патријарха, рекао је да је патријарх имао други срчани удар, упао је у стање шока и преминуо од срчаног удара.